# Alessandro Brannetti
Alessandro Brannetti (Fermo, 9 giugno 1980) è un pilota motociclistico italiano.

## Carriera
La sua carriera nel motociclismo internazionale ha avuto inizio con la partecipazione al campionato Europeo Velocità del 1998 in classe 125 a bordo di una Honda; al termine della stagione si è piazzato al 4º posto concludendo tutte le prove nei primi quindici.
Per quanto riguarda le competizioni del motomondiale esordisce nel 1999, sempre in classe 125 ma a bordo di un'Aprilia; dopo 14 partenze nei gran premi conclude la stagione in 21ª posizione.
La stagione successiva passa nuovamente ad una Honda senza cambiare classe e si classifica al 30º posto. Nel 2001 torna all'Aprilia, concludendo 23º e interrompendo provvisoriamente le sue partecipazioni al mondiale. Negli anni dal 2002 al 2004 partecipa al campionato europeo Superstock 1000 FIM, collezionando un 18º, un 19º e un 15º posto nella classifica piloti. Nel 2005 si classifica 17º nel campionato italiano Stock1000.
Nel 2006 corre nuovamente tre gran premi nel motomondiale, in classe 250 con la Honda, senza ottenere punti. Nella stessa stagione è pilota titolare, sempre con Honda, nel campionato italiano Supersport dove si classifica diciottesimo con nove punti. Nel 2007 è undicesimo nel campionato italiano Supersport e disputa una gara nel mondiale senza ottenere punti. Nel 2008 è terzo nel campionato italiano supersport ottenendo tre piazzamenti a podio su sei gare previste, mondiale disputa una gara senza ottenere punti. Nel 2009 è ottavo nel campionato italiano e, sempre disputando una sola gara, non ottiene punti nel mondiale Supersport.

## Risultati in gara

### Motomondiale
| 1999 | Classe | Moto    |    |    |    |     |    |    |     |    |     |    |    |    |    |   |    |  |  | Punti | Pos. |
| ---- | ------ | ------- | -- | -- | -- | --- | -- | -- | --- | -- | --- | -- | -- | -- | -- | - | -- |  |  | ----- | ---- |
| 1999 | 125    | Aprilia | 16 | 21 | 14 | Rit | 20 | 11 | Rit | 16 | Rit | 18 | 15 | 11 | 16 | 9 | NP |  |  | 20    | 21º  |

| 2000 | Classe | Moto  |  |  |  |     |    |    |  |  |  |  |  |  |  |  |  |  |  | Punti | Pos. |
| ---- | ------ | ----- |  |  |  | --- | -- | -- |  |  |  |  |  |  |  |  |  |  |  | ----- | ---- |
| 2000 | 125    | Honda |  |  |  | Rit | 14 | 17 |  |  |  |  |  |  |  |  |  |  |  | 2     | 30º  |

| 2001 | Classe | Moto    |     |    |     |  |    |    |   |     |    |    |    |    |    |    |     |    |  | Punti | Pos. |
| ---- | ------ | ------- | --- | -- | --- |  | -- | -- | - | --- | -- | -- | -- | -- | -- | -- | --- | -- |  | ----- | ---- |
| 2001 | 125    | Aprilia | Rit | 17 | Rit |  | 13 | 20 | 9 | Rit | 17 | 20 | 11 | 20 | 10 | 22 | Rit | 15 |  | 22    | 23º  |

| 2002 | Classe | Moto  |  |  |  |  |  |     |  |  |  |  |  |  |  |  |  |  |  | Punti | Pos. |
| ---- | ------ | ----- |  |  |  |  |  | --- |  |  |  |  |  |  |  |  |  |  |  | ----- | ---- |
| 2002 | 125    | Honda |  |  |  |  |  | Rit |  |  |  |  |  |  |  |  |  |  |  | 0     |      |

| 2006 | Classe | Moto  |  |  |  |  |  |     |  |  |  |  |    |  |  |  |  |     |    | Punti | Pos. |
| ---- | ------ | ----- |  |  |  |  |  | --- |  |  |  |  | -- |  |  |  |  | --- | -- | ----- | ---- |
| 2006 | 250    | Honda |  |  |  |  |  | Rit |  |  |  |  | NE |  |  |  |  | Rit | 20 | 0     |      |

| Legenda | 1º posto        | 2º posto            | 3º posto            | A punti      | Senza punti        | Grassetto – Pole position Corsivo – Giro più veloce |
| Legenda | Gara non valida | Non qual./Non part. | Ritirato/Non class. | Squalificato | '-' Dato non disp. | Grassetto – Pole position Corsivo – Giro più veloce |

### Campionato mondiale Supersport
| 2007 | Moto   |  |  |  |  |  |  |  |    |  |  |  |  |  |  | Punti | Pos. |
| ---- | ------ |  |  |  |  |  |  |  | -- |  |  |  |  |  |  | ----- | ---- |
| 2007 | Yamaha |  |  |  |  |  |  |  | 19 |  |  |  |  |  |  | 0     |      |

| 2008 | Moto   |  |  |  |  |  |  |    |  |  |  |  |  |  |  | Punti | Pos. |
| ---- | ------ |  |  |  |  |  |  | -- |  |  |  |  |  |  |  | ----- | ---- |
| 2008 | Yamaha |  |  |  |  |  |  | 23 |  |  |  |  |  |  |  | 0     |      |

| 2009 | Moto   |  |  |  |  |  |  |  |     |  |  |  |  |  |  | Punti | Pos. |
| ---- | ------ |  |  |  |  |  |  |  | --- |  |  |  |  |  |  | ----- | ---- |
| 2009 | Yamaha |  |  |  |  |  |  |  | Rit |  |  |  |  |  |  | 0     |      |

| Legenda | 1º posto        | 2º posto            | 3º posto           | A punti      | Senza punti        | Grassetto – Pole position Corsivo – Giro più veloce |
| Legenda | Gara non valida | Non qual./Non part. | Ritirato/Non class | Squalificato | '-' Dato non disp. | Grassetto – Pole position Corsivo – Giro più veloce |